# Ride It (Geri Halliwell)
Ride It è il primo singolo estratto dal terzo album della cantante pop britannica Geri Halliwell, Passion.
Il singolo è stato pubblicato il 22 novembre 2004 dall'etichetta discografica EMI e ha rappresentato il ritorno sulle scene musicali dell'artista dopo tre anni dal singolo precedente, Calling. Doveva inizialmente accompagnare l'uscita dell'album di estrazione ma, per cause tecniche, l'album fu rimandato. Il singolo raggiunse la posizione numero quattro della classifica dei singoli britannica.
Un remix del brano è stato inserito in numerose compilation di genere l'anno successivo e la canzone è stata promossa anche dal making the video mostrato su MTV.

## Tracce e formati
UK 2-Track CD Single

(Pubblicato il 22 novembre 2004)
1. "Ride It" - 3:46
2. "It's Raining Men" - 4:18

UK CD Maxi

(Pubblicato il 22 novembre 2004 - Special Limited Edition including four Post Cards)
1. "Ride It" - 3:46
2. "Ride It" [Hex Hector 7" Mix] - 3:45
3. "Ride It" [Ian Masterson Extended] - 6:33
4. "Ride It" [Maloney Remix] - 5:35

UK 12" Picture Disc

(Pubblicato il 22 novembre 2004)
Side A
1. "Ride It" [Hex Hector 12" Mix] - 7:47

Side B
1. "Ride It" [Full Intention Mix] - 8:10

European 2-Track CD Single

(Pubblicato il 6 dicembre 2004 - Available on Jewel and Wallet Cases)
1. "Ride It" - 3:46
2. "It's Raining Men" - 4:18

European CD Maxi

(Pubblicato il 6 dicembre 2004)
1. "Ride It" - 3:46
2. "Ride It" [Hex Hector 7" Mix] - 3:45
3. "Ride It" [Ian Masterson Extended] - 6:33
4. "Ride It" [Maloney Remix] - 5:35

Australian CD Maxi

(Pubblicato il 28 febbraio 2005)
1. "Ride It" - 3:46
2. "Ride It" [Hex Hector 7" Mix] - 3:45
3. "Ride It" [Ian Masterson Extended] - 6:33
4. "Ride It" [Maloney Remix] - 5:35

## Classifiche
| Paese             | Posizione massima |
| ----------------- | ----------------- |
| Belgio (Fiandre)  | 3                 |
| Spagna            | 3                 |
| Regno Unito       | 4                 |
| Belgio (Vallonia) | 6                 |
| Austria           | 55                |
| Svizzera          | 63                |